# Il mio nome è Asher Lev
Il mio nome è Asher Lev è un romanzo scritto da Chaim Potok nel 1972.

## Trama
Asher Lev nasce a Brooklyn in una famiglia di ebrei ortodossi: sin da piccolo il suo straordinario talento e la sua passione per la pittura lo portano a scontrarsi con la comunità in cui vive, che vede l'arte nel migliore dei casi come una perdita di tempo e nel peggiore dei casi l'ispirazione del Maligno. A ricordare continuamente ad Asher il lato diabolico delle sue capacità pittorico è il padre, stretto collaboratore del rabbino a capo della loro comunità, che non accetta di avere un figlio che trasforma tutto quello che vede in un disegno. Asher dal canto suo non riesce proprio a trattenersi e sente di dover trasferire la sua verità nelle opere che crea, in una sorta di manifesto della sincerità artistica che lo vincola profondamente. A turbare la sua infanzia, arriva anche la morte dello zio materno che porta sua madre sulla soglia dell'esaurimento nervoso e costringe il padre a intensificare i suoi viaggi di lavoro, dovendosi fare carico dei compiti che prima spettavano al cognato. Asher cresce così da solo, con il peso di quel talento che è visto così male dalla sua gente e di cui lui non può fare a meno: ormai è un adolescente e quando i suoi genitori decidono di trasferirsi a Vienna, non volendo lasciare il quartiere dove è cresciuto, viene affidato al fratello di suo padre. Il rabbino per aiutarlo lo presenta a Jacob Khan, un vecchio scultore espressionista, amico intimo di Picasso, ripudiato dalla comunità ortodossa per la sua arte ma rimasto in ottimi rapporti col rabbino. Jacob prende il ragazzo sotto la sua ala e gli insegna il mestiere, viaggiando per l'Europa, da Firenze a Parigi. Proprio nel Vecchio Continente, Asher scopre la tematica che sarà alla base della sua ricerca artistica: la Crocifissione. Una scelta difficile, che lo porterà alla rottura definitiva con la sua comunità...
Un libro denso che si muove incessantemente tra due mondi agli antipodi, quello della tradizione ebraica e quello dell'arte figurativa, tracciando un quadro interessante e variegato dell'animo umano. Chaim Potok, ebreo newyorchese figlio di immigrati polacchi, racconta con incisività le dinamiche di una piccola comunità ortodossa, dove si cresce sotto lo sguardo costante degli altri, protetti e al sicuro, ma vittime delle rigide gabbie mentali della religiosità e della tradizione. Sullo sfondo, a dominare il romanzo, emerge il rapporto tra un artista e la sua opera, nel quale la volontà del demiurgo soccombe davanti all'ispirazione che nasce dal profondo, che non può essere controllata e può arrivare a contrastare con i propri principi di vita.
https://www.mangialibri.com/il-mio-nome-e-asher-lev

## Ambientazione
Il confronto, che si manifesta in ogni artista, tra l'ambiente di nascita e l'arte, porta ad una scelta, come accade al protagonista del romanzo. Asher sceglie l'arte, il dono, che lui stesso definisce divino e demoniaco allo stesso tempo.
Un altro aspetto della storia di Asher Lev è il rapporto di amore e odio tra il pittore e il suo dono; esso infatti crea all'artista molte divergenze non solo con il mondo esterno, ma anche con se stesso, poiché quello che sente di dover disegnare non sempre collima con quello che ritiene giusto. Per di più il pittore è vincolato dalla verità nella creazione delle sue opere, cioè egli deve avere il coraggio di dipingere quello che realmente sente e di condividerlo col resto del mondo; il protagonista sente che, se così non facesse, egli sarebbe un vigliacco.
Potok induce quasi a pensare che un pittore non sia veramente libero di dipingere quello che vuole, ma sia invece vincolato ad una specie di “coscienza artistica” che, se ignorata, può rendere l'opera falsa e incompleta. Inoltre questo romanzo descrive bene il mondo ebraico e la sua cultura, e in particolare l'ambiente dei piccoli gruppi di ebrei ortodossi. L'attaccamento alle proprie origini e alle proprie tradizioni di queste comunità risulta essere contemporaneamente la loro forza e la loro debolezza, infatti esso mantiene un forte spirito di unione tra i membri, ma è anche la causa della chiusura mentale della quale lo stesso Asher è vittima.
Chaim Potok, ebreo newyorkese figlio di immigrati polacchi, utilizza spesso come ambientazione dei suoi romanzi le stesse vie di Brooklyn nelle quali lui stesso è cresciuto; questo romanzo ne è un esempio (ed un altro è Danny l'eletto, il romanzo con cui è diventato famoso, nel 1967). In quest'opera lo scrittore descrive in modo particolareggiato non solo il mondo ebraico di cui lui stesso fa parte, ma anche il mondo dell'arte, con i suoi protagonisti e le sue tecniche; da questo si può comprendere la profonda conoscenza di questi argomenti da parte dell'autore. Sono molto interessanti, anche se non frequenti nel testo, i riferimenti a grandi pittori come Monet, Chagall, Van Gogh e soprattutto Picasso, ma anche allo scultore italiano Michelangelo e ai suoi capolavori più conosciuti, il David e la Pietà.